# توني جونز (لاعب كرة قدم)
توني جونز (بالإنجليزية: Tony Jones)‏ (12 نوفمبر 1937 ببرمنغهام في المملكة المتحدة - 1 يناير 1990) هو لاعب كرة قدم بريطاني في مركز الدفاع. لعب مع أكسفورد يونايتد ونيوبورت كونتي ونادي تشيلتنهام تاون لكرة القدم وويتني تاون ‏.